# 巴亚克
巴亚克（法語：Bayac，法語發音：[bajak]）是法国多尔多涅省的一个市镇，属于贝尔热拉克区。

## 地理
巴亚克（44°48'14"N, 0°43'34"E）面积10.23 平方千米，位于法国新阿基坦大区多爾多涅省，该省份为法国西南部内陆省份，是法國本土面积第三大的省，大致对应佩里戈尔地区，北起顺时针与夏朗德省、上维埃纳省、科雷兹省、洛特省、洛特-加龙省、吉倫特省和滨海夏朗德省接壤。
与巴亚克接壤的市镇（或旧市镇、城区）包括：库兹和圣弗龙、佩里戈尔地区博蒙图瓦、布尔尼凯勒、朗凯、蒙萨克、蓬图尔、博蒙迪佩里戈尔。

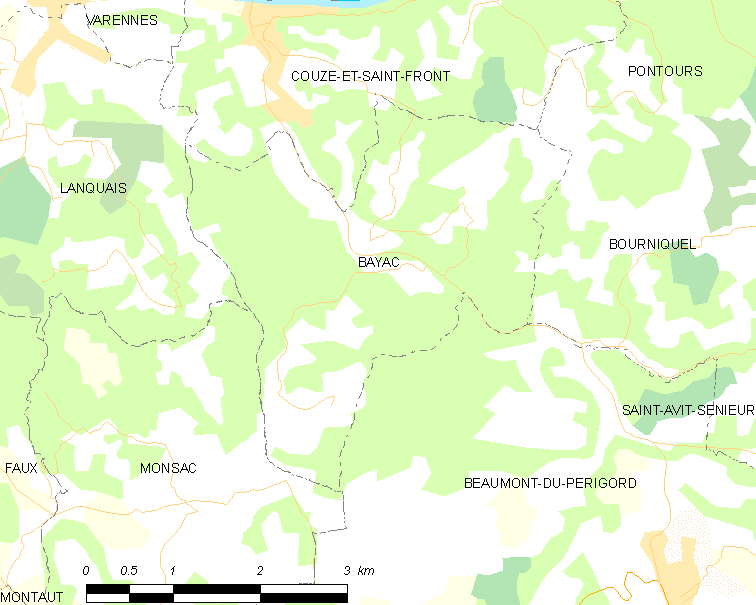
巴亚克的OSM定位图

巴亚克的时区为UTC+01:00、UTC+02:00（夏令时）。

## 行政
巴亚克的邮政编码为24150，INSEE市镇编码为24027。

## 政治
巴亚克所属的省级选区为拉兰德县。

## 人口

1962-2008年间巴亚克人口变化图示

巴亚克于2022年1月1日时的人口数量为356人。